# 행복한 비밀
《행복한 비밀》(영어: Divine Secrets of the Ya-Ya Sisterhood)은 미국에서 제작된 캘리 쿠리 감독의 2002년 코미디 드라마 영화이다. 샌드라 불럭 등이 출연하였고, 보니 브룩하이머 등이 제작에 참여하였다.

## 줄거리
1937년 루이지애나주에서 비비가 이끄는 친구 모임인 “야야 시스터후드”에 속한 네 소녀가 한밤중에 숲에서 피로 영원한 우정을 맹세한다.
2002년 비비의 장녀인 뉴욕 극작가 시다가 타임지 기자에게 불우했던 성장기가 창작의 영감이라고 밝히자 분노한 비비는 유산 상속에서 시다를 제하고, 시다 역시 곧 치를 결혼식 하객 명단에서 비비를 탈락시킨다. 야야 시스터후드 친구들은 시다에게 비비의 과거를 이해시키기 위해 시다의 음료에 약을 타서 시다를 루이지애나로 납치해 오고, 시다에게 비비의 사연이 담긴 스크랩북인 “야야 시스터후드의 신성한 비밀”(Divine Secrets of the Ya-Ya Sisterhood)을 보여 준다.

## 출연진
- 샌드라 불럭
- 앵거스 맥페이든
- 엘런 버스틴
  - 애슐리 저드
  - 케이틀린 왁스
- 제임스 가너
- 매기 스미스
  - 케이티 셀버스톤
- 피눌라 플래너건
- 재클린 매켄지
- 셜리 나이트
- 키어스틴 워런
- 매슈 세틀
- 체리 존스
- 데이비드 래시
- 지나 매키

## 기타 제작진
- 협력 제작: 톰 프로퍼
- 배역: 에이비 코프먼
- 미술: 데이비브 J. 봄바
- 의상: 게리 존스